# Hyophila victoriae
Hyophila victoriae är en bladmossart som beskrevs av C. Müller och Per Karl Hjalmar Dusén 1896. Hyophila victoriae ingår i släktet Hyophila och familjen Pottiaceae. Inga underarter finns listade i Catalogue of Life.